# Opis Królestwa Gruzji
Opis Królestwa Gruzji – dzieło Wachusztiego Bagrationiego, które powstało w latach 1743-1755. Pełna nazwa dzieła to „Opis Królestwa Gruzji, jego zwyczajów i kanonów ” (gruz. აღწერა სამეფოსა საქართველოსა, ზნენი და ჩვეულებანი საქართველოსანი).

## Historia
Opis Królestwa Gruzji  wraz z Atlasem geograficznym to pierwszy całościowy opis geograficzny historycznego terytorium Gruzji i ważne źródło informacji o Gruzji i Kaukazie. Bagrationi to nie tylko gruziński geograf, historyk i kartograf, ale także nieślubny syn króla Wachtanga VI, który wygnany w 1724 roku wraz z synem wyjechał do Rosji. W 1838 roku Opis Królestwa Gruzji wraz z mapami kupiło Muzeum Azji w Petersburgu od jego ówczesnego właściciela Konstantina Bagrationi (1793-1844). W 1925 roku rękopisy zostały  przeniesione do Gruzji i obecnie znajdują się Archiwum Narodowym Gruzji. Po raz pierwszy praca została opublikowana jako Description géographique de la Géorgie przez Marie-Félicité Brosseta w języku francuskim i gruzińskim w 1842 roku. 
Opis królestwa Gruzji ma dwie części. Pierwsza – historyczna opisuje historię kraju. Zawiera tablice chronologiczne i genealogiczne oraz mapy, które zostały wydane jako osobny Atlas. Część druga – geograficzne opisanie królestwa Gruzji jest podzielone na 5 części zgodnie z obowiązującym w XVIII wieku podziałem administracyjnym i regionalnym. Zawiera również opis gruzińskich obyczajów.

## Lista UNESCO
Rękopis, który powstał w latach 1743-1755 został wpisany na listę UNESCO „Pamięć Świata" w 2013 roku. Na listę wpisano również mapy z których prawdopodobnie w XIX wieku stworzono Atlas geograficzny. Zgodnie z zapisami Bagrationiego i analizą papieru mapy były częścią Opisu Królestwa Gruzji.

## Opis rękopisu
Rękopis Opisu Królestwa Gruzji liczy 372 strony i ma wymiary 42x17 cm. Atlas to 21 stron o wymiarach 42X33 cm. Jest przechowywany w skórzanej oprawie, która powstała w Muzeum Azji w Petersburgu. Oprócz 19 stron z mapami znajdują się tu dwie na których umieszczono genealogię gruzińskiej rodziny królewskiej Bagrationi.

## Ochrona dokumentów
Rękopisy przechowywane są w ognioodpornym sejfie. W czytelni Archiwum naukowcy mogą skorzystać z kopii Opisu Królestwa Gruzji. Natomiast wydane w 1997 roku faksymile Atlasu jest dostępne w czytelni dla wszystkich zainteresowanych czytelników. Rękopisy są pokazywane na wystawach. Jedna z nich miała miejsce w 2013 roku z okazji wpisu dokumentów na listę „pamięć Świata".